# Robert Calcagno
Pour les articles homonymes, voir Calcagno.
Robert Calcagno, né le 26 juin 1960 à Menton (Alpes-Maritimes), est un dirigeant monégasque.
Il a occupé ses fonctions ministérielles dans le gouvernement monégasque entre 2006 et 2009,. Directeur général de l’Institut océanographique depuis 2009, il dirige à ce titre le Musée océanographique de Monaco et la Maison des océans à Paris.
Son engagement en faveur de la protection des océans, d’un meilleur équilibre entre l’Homme et la Nature et plus largement son implication dans la vie économique, culturelle, et internationale de la principauté de Monaco font de lui un des acteurs clés de la politique menée par S.A.S. le Prince Albert II de Monaco.

## Nationalité et études
Il a fréquenté le lycée Albert-Ier de Monaco (1970-1978) — établissement fréquenté aussi par le futur prince Albert II, de deux ans son aîné — et le lycée Masséna de Nice (1978-1980).
Il est diplômé de l'École polytechnique (1980-1983) et de l'École nationale des ponts et chaussées en 1986.
Il obtient ensuite un master of business administration (MBA) for executive à l’université Columbia de New York.
En 2009, le Prince Albert II lui confère la nationalité monégasque.

## Carrière
En 1996 il crée et dirige Transroute Asia Pacific à Sydney. Directeur général d’EPAP, société d’investissements en Asie-Pacifique basée à Sydney de 1995 à 2000. A cette date Il devient directeur général du groupe Egis de conseil et d’ingénierie dans les domaines des transports, de la ville, de l’eau et de l’environnement; jusqu'en 2003.
De 2003 à 2005 il est directeur général des services de la communauté urbaine Nice Côte d'Azur au moment du projet de la première ligne du tramway de Nice.

### Carrière à Monaco
En 2005, il rejoint le cabinet du prince Albert II de Monaco. Il est nommé l'année suivante conseiller de gouvernement et ministre chargé de l’Équipement, de l’Environnement et de l’Urbanisme auprès de Jean-Paul Proust, ministre d’État. Ses travaux consistent principalement à poursuivre l’urbanisation des terrains de l’ancienne voie ferrée, à lancer la consultation sur l’extension maritime du territoire et à constituer le code de l'environnement monégasque,,.
En 2009, il devient directeur général de l’Institut océanographique et du musée océanographique de Monaco,.Il s’attache notamment à offrir une nouvelle dynamique à ce dernier, en accompagnant sa restauration pour le centenaire de l’institution. Il favorise l’ouverture du musée à l’art contemporain, en accueillant tour à tour des artistes de renommée internationale tels que Damien Hirst, Mark Dion, Huang Yong Ping, Marc Quinn ou encore Philippe Pasqua, ainsi que des collectifs d'artistes - chinois pour "On Sharks & Humanity, aborigènes et d'Océanie pour Taba Naba. Tout en proposant des approches scientifiques grand public avec "Immersion" qui permet de plonger virtuellement dans la Grande Barrière de corail.
Il est également membre du conseil d’administration de la Fondation Prince-Albert-II-de-Monaco depuis sa création en 2006 et membre du conseil d'administration du Centre scientifique de Monaco depuis 2009.
Hors de la principauté de Monaco, il fut, de 2009 à 2012, administrateur du parc national du Mercantour.
En 2010, c’est avec son concours qu’est lancée la « Monaco Blue Initiative », un rendez-vous international de réflexion sur la protection des océans,.
Membre du Conseil stratégique pour l'attractivité de Monaco, et président la commission qualité de vie de 2011 à 2022.
Membre de la Société des explorateurs français depuis 2016.
Membre du conseil académique de l'université Paris Sciences et Lettres depuis 2017 
2017, il intègre l’équipe des Explorations de Monaco, un programme d’explorations scientifiques sur les océans, lancé par S.A.S. le Prince Albert II. Il est le Responsable de la campagne, dont les missions pluridisciplinaires associent sciences naturelles et humaines, environnement et homme. À ce titre il a participé aux missions aux Palaos, sur le récif de Tubbataha aux Philippines, à Madère, au Cabo Verde et celles sur l’Île de Malpelo au large de la Colombie. Dans l'océan Indien, notamment autour de l’atoll d’Aldabra, sur le banc Saya de Malha en 2022.
2019, il devient l'administrateur délégué des Explorations de Monaco.
Membre du "Blue like an Orange Sustainability Committee".

## Distinctions

### Monaco
- Officier de l'ordre de Saint-Charles (2024)[29]. Chevalier en 2014.

### France
- Officier de la Légion d'honneur[30]
- Officier de l'ordre du Mérite agricole[31]
- Commandeur de l'ordre du Mérite maritime[32]

## Publications
- Au cœur des mondes polaires, entre réchauffement et convoitise, Edition Glénat, 2022. (ISBN 9782344051207)
- Corail, Un trésor à préserver, Edition Glénat, 2020. (ISBN 9782344038932)
- Tortues marines. La grande odyssée, préface de S.A.S. Le Prince Albert II de Monaco. Edition Glénat, 2017. (ISBN 9782344024461)
- Méduses, A la conquête des océans, éd. Éditions du Rocher, 2014.  (ISBN 978-2-268-07598-3)
- Requins, Au-delà du malentendu, éd. Éditions du Rocher, 2013.  (ISBN 978-2-268-07472-6)[33]
- The littoral zone / Marc Quinn ; entretien entre Marc Quinn et Robert Calcagno, Monaco : Musée océanographique, 2012.  (ISBN 978-2-7260-0264-3)
- L’histoire du mariage princier, avec Stéphane Bern, éd. Éditions du Rocher, 2011.  (ISBN 2268072185)
- Les grands fonds marins, voyage dans un monde inconnu, éd. Éditions du Rocher 2011.  (ISBN 978-2268071879)
- Cornucopia / Damien Hirst ; préface de Marie-Claude Beaud et Robert Calcagno. – London : Other Criteria, Monaco : Musée océanographique, 2010.  (ISBN 978-1-906967-31-4)
- Méditerranée : splendide, fragile, vivante / Robert Calcagno, André Giordan. – Monaco : Éditions du Rocher, 2010.  (ISBN 978-2-26807-012-4)
- Face à face avec les algues de Méditerranée, éd. Paris ; Monaco : Institut océanographique, 2010.  (ISBN 978-2-903581-81-7)
- Face à face avec les méduses : les connaître et s’en protéger, préface de Robert Calcagno, éd. Paris ; Monaco : Institut océanographique, 2009.  (ISBN 978-2-903581-62-6)